# 球形铃海笋
是海螂目鸥蛤科铃蛤属的一种。主要分布于马来西亚、中国大陆、台湾，常栖息在潮间带岩礁。